# Panamerikanska mästerskapen i taekwondo 2022
Panamerikanska mästerskapen i taekwondo 2022 arrangerades mellan den 3 och 5 maj 2022 i Punta Cana i Dominikanska republiken. Det var den 22:a upplagan av Panamerikanska mästerskapen i taekwondo.
Det genomfördes även tävlingar i poomsae.

## Resultat

### Herrar
| Gren   | Guld                                 | Silver                                   | Brons                                |
| –54 kg | Paulo Melo Brasilien                 | Andrés Moreno Colombia                   | Nicholas Hoeflin Kanada              |
| –54 kg | Paulo Melo Brasilien                 | Andrés Moreno Colombia                   | Melvy Alvarez USA                    |
| –58 kg | Yohandri Granado Venezuela           | David Kim USA                            | Brandon Plaza Mexiko                 |
| –58 kg | Yohandri Granado Venezuela           | David Kim USA                            | Jefferson Ochoa Colombia             |
| –63 kg | Gabriel Ramos Brasilien              | Lucas Guzmán Argentina                   | Carlos Navarro Mexiko                |
| –63 kg | Gabriel Ramos Brasilien              | Lucas Guzmán Argentina                   | Braven Park Kanada                   |
| –68 kg | Bernardo Pié Dominikanska republiken | Hervan Nkogho Kanada                     | David Felipe Paz Colombia            |
| –68 kg | Bernardo Pié Dominikanska republiken | Hervan Nkogho Kanada                     | Ignacio Morales Chile                |
| –74 kg | Edival Marques Brasilien             | René Lizárraga Mexiko                    | Joshua Liu USA                       |
| –74 kg | Edival Marques Brasilien             | René Lizárraga Mexiko                    | Tae-Ku Park Kanada                   |
| –80 kg | CJ Nickolas USA                      | Moisés Hernández Dominikanska republiken | Henrique Marques Rodrigues Brasilien |
| –80 kg | CJ Nickolas USA                      | Moisés Hernández Dominikanska republiken | David Robleto Nicaragua              |
| –87 kg | Ícaro Miguel Soares Brasilien        | Bryan Salazar Mexiko                     | Michael Rodriguez USA                |
| –87 kg | Ícaro Miguel Soares Brasilien        | Bryan Salazar Mexiko                     | Jordan Stewart Kanada                |
| +87 kg | Carlos Sansores Mexiko               | Jonathan Healy USA                       | Maicon Siqueira Brasilien            |
| +87 kg | Carlos Sansores Mexiko               | Jonathan Healy USA                       | Luis Álvarez Venezuela               |

### Damer
| Gren   | Guld                      | Silver                      | Brons                                       |
| –46 kg | Andrea Ramírez Colombia   | Karoline Castillo Panama    | Laura Sancho Costa Rica                     |
| –46 kg | Andrea Ramírez Colombia   | Karoline Castillo Panama    | Valéria Rodrigues Brasilien                 |
| –49 kg | Daniela Souza Mexiko      | Viviane Tranquille Kanada   | Daniella González Guatemala                 |
| –49 kg | Daniela Souza Mexiko      | Viviane Tranquille Kanada   | Lizette Salas USA                           |
| –53 kg | Makayla Greenwood USA     | Tamara Robles Kuba          | Yuliena Pedroza Guatemala                   |
| –53 kg | Makayla Greenwood USA     | Tamara Robles Kuba          | Talisca Reis Brasilien                      |
| –57 kg | Skylar Park Kanada        | Sandy Macedo Brasilien      | Fernanda Aguirre Chile                      |
| –57 kg | Skylar Park Kanada        | Sandy Macedo Brasilien      | Herma Liz Flores Puerto Rico                |
| –62 kg | Caroline Santos Brasilien | Katherine Dumar Colombia    | Faith Dillon USA                            |
| –62 kg | Caroline Santos Brasilien | Katherine Dumar Colombia    | Mell Mina Ecuador                           |
| –67 kg | Milena Titoneli Brasilien | Leslie Soltero Mexiko       | Melissa Pagnotta Kanada                     |
| –67 kg | Milena Titoneli Brasilien | Leslie Soltero Mexiko       | Alena Viana USA                             |
| –73 kg | Madelynn Gorman-Shore USA | Raphaella Galacho Brasilien | Marlin de la Cruz Dominikanska republiken   |
| –73 kg | Madelynn Gorman-Shore USA | Raphaella Galacho Brasilien | Victoria Heredia Mexiko                     |
| +73 kg | Gloria Mosquera Colombia  | Gabriele Siqueira Brasilien | Hannah Keck USA                             |
| +73 kg | Gloria Mosquera Colombia  | Gabriele Siqueira Brasilien | Katherine Rodríguez Dominikanska republiken |